# Сара Бьёрк Гюннарсдоуттир
Сара Бьёрк Гюннарсдоуттир (исл. Sara Björk Gunnarsdóttir; род. 29 сентября 1990, Рейкьявик) — исландская футболистка, полузащитник итальянского клуба «Ювентус» и сборной Исландии. Признавалась спортсменом года в Исландии в 2018 и 2020 годах.

## Карьера

### Клуб
Футболом начала заниматься с шести лет в школе футбольного клуба «Хаукар». С 2008 по 2010 год выступала за «Брейдаблик».
В 2011 году подписала трёхлетний контракт с «Русенгордом». В первом же сезоне в составе команды забила 12 мячей и стала чемпионкой Швеции.
В августе 2013 года продлила контракт с клубом ещё на два с половиной года.
В мае 2016 года объявила, что не будет подписывать новый контракт с клубом, в составе которого выиграла четыре чемпионских титула за пять лет. Перед стартом сезона 2016/17 заключила контракт с «Вольфсбургом».
Летом 2020 года объявила о переходе в «Олимпик Лион». 

### Сборная
В составе национальной команды дебютировала в августе 2007 года в возрасте 16-ти лет в матче отборочного турнира чемпионата Европы 2009 года против Словении.
Вошла в заявку сборной на Евро-2009, на котором сыграла в трёх матчах группового турнира.
На чемпионате Европы 2013 года провела четыре матча.
В 2014 году, после ухода Маргрьет Видарсдоуттир в декрет, стала капитаном сборной.
Вошла в состав сборной на чемпионате Европы 2017 года.

## Достижения

### Клуб
«Русенгорд»
- Чемпионка Швеции: 2011, 2013, 2014, 2015
- Обладательница Кубка Швеции: 2016
- Обладательница Суперкубка Швеции: 2011, 2012, 2015, 2016

«Вольфсбург»
- Чемпионка Германии: 2016/17
- Обладательница Кубка Германии: 2016/17

«Лион»
- Победительница Лиги чемпионов УЕФА: 2019/20